# Office of Intelligence and Counterintelligence
O Office of Intelligence and Counterintelligence (OICI) (em português: Escritório de Inteligência e Contra-inteligência), também abreviado para IN, DOE-IN, DOE/IN, I&CI, ou OIC (sendo os dois primeiros mais comuns em documentos oficiais), foi criada em 2006 pela fusão de várias organizações de inteligência e segurança do Departamento de Energia preexistentes. É um escritório do Departamento de Energia dos Estados Unidos (DOE) responsável por todas as atividades de inteligência e contra-inteligência em todo o complexo DOE; devido a esse papel central, o OICI é designado como Sede de Inteligência do DOE (em contraste com a inteligência de campo). Como um componente da Comunidade de Inteligência dos Estados Unidos, além do Departamento de Energia, o OICI se reporta ao Diretor de Inteligência Nacional, além do Secretário de Energia.